# Fotometr słoneczny
Fotometr słoneczny – typ fotometru, który służy do pomiarów natężenia promieniowanie słonecznego dochodzącego do powierzchni ziemi. Detektorami w fotometrach słonecznych są fotodiody lub spektrometry. Pomiary promieniowania słonecznego w fotometrach wykonywane są w zakresie od ultrafioletu przez obszar widzialny po bliską podczerwień. 
Fotometry słoneczne dzielą się na ręczne oraz automatyczne. W pierwszym przypadku przyrząd ustawiany jest manualnie w kierunku tarczy słonecznej, co umożliwia pomiar natężenia promieniowania bezpośredniego. W przypadku automatycznego fotometru jego system mechaniczny podąża w sposób ciągły za Słońcem. Ponadto w niektórych fotometrach słonecznych możliwy jest pomiar radiancji poprzez skanowanie nieba. 
Promieniowanie bezpośrednie mierzone za pomocą fotometru słonecznego jest osłabiane w atmosferze poprzez procesy absorpcji i rozpraszania. Natężenie promieniowania bezpośredniego mierzone przez fotometr słoneczny opisywane jest prawem Lamberta-Beera. Na jego podstawie wyznaczana jest grubość optyczna atmosfery. Kalibracja przyrządu wykonywane jest przy pomocy metody Langleya. 